# عزلة مسور (صنعاء)

تعديل مصدري - تعديل

عزلة المعازيب إحدى عزل  مديرية جحانة في محافظة صنعاء اليمنية ويبلغ تعداد سكانها 14419 نسمة حسب التعداد السكاني في اليمن لعام 2004.